# Лялин, Алексей Михайлович
Алексе́й Миха́йлович Ля́лин (4 июля 1947, Бельцы, МССР — 7 апреля 2025, Москва) — доктор экономических наук, профессор, Почётный работник высшего профессионального образования Российской Федерации (1999). Ректор Государственного университета управления (2006—2011).

## Биография
Родился 4 июля 1947 года в городе Бельцы МССР в семье военнослужащего. Был женат, имел двух дочерей.

### Образование
В 1970 году закончил обучение в Московском инженерно-экономическом институте (МИЭИ), именуемом сегодня Государственный университет управления.
В 1973 году завершил обучение в аспирантуре МИЭИ на кафедре «Экономики и управления в городском хозяйстве» и защитил диссертацию на соискание учёной степени кандидата экономических наук.
В июле 2002 года защитил диссертацию на соискание учёной степени доктора экономических наук на тему: «Управление социально-экономическим развитием территориальных систем».
В 2005 году получил учёное звание профессора.

### Профессиональная деятельность
Трудовая деятельность началась в 1973 году в Московском инженерно-экономическом институте им. С. Орджоникидзе, где он прошёл путь от ассистента кафедры до ректора вуза. Работал старшим преподавателем, доцентом кафедры экономики, организации и управления в городском хозяйстве до декабря 1987 года. В это же время коллектив избрал его председателем профсоюзного комитета вуза.
В 1981 году был назначен деканом подготовительного факультета.
С 1990 по 2006 год работал в Государственном университете управления в должности проректора по учебной работе.
С 2005 года являлся председателем диссертационного совета по присуждению учёной степени доктора экономических наук.
В 2006 году избран действительным членом (академиком) Академического совета Государственного университета управления.
С 25 апреля 2006 года по 7 февраля 2011 года — ректор Государственного университета управления. Под его научным руководством работали аспиранты, проводился ряд исследований и внедрялись новые разработки в сфере управления развитием систем городского хозяйства.
С 2008 года являлся членом редакционного совета научного журнала «Экономическая наука современной России».
Скончался 7 апреля 2025 года на 78-м году жизни.

## Награды и звания
- Медаль «В память 850-летия Москвы» (1997)
- Почётный работник высшего профессионального образования Российской Федерации (1999)

## Публикации

### Темы научно-исследовательских проектов
Наиболее значимые научно-исследовательские, консалтинговые и инновационные проекты:
- «Исследование воздействия социально-экономических процессов развития общества на формирование молодых специалистов (менеджеров, предпринимателей)».
- «Организационные и психологические проблемы воспитательной работы в ВУЗе».
- «Управление проектами социально-экономического развития территориальных систем».

### Научные труды
За время работы в Государственном университете управления лично и в соавторстве опубликовал более 33 научных работ, среди которых:
- Фонд социально-культурных мероприятий и жилищного строительства, ЭПЭ-том 4, изд. «Советская энциклопедия» М., 1978
- Исследование политических аспектов управления социальными процессами в регионе. Отчет по теме N2 904-90, 1990, Москва, МИУ
- Политологическое прогнозирование управления в регионе. Отчет по программе «Народы России», 1990., Ленинград, ЛГУ
- Исследование политических аспектов управления социальными процессами в регионе. Отчёт по теме N2 5010-90, 1991 г., Москва, ГАУ
- Программа творческого консультирования кадров по управлению политической ситуацией в регионе. Отчёт по программе «Народы России», 1991 г., Ленинград, ЛГУ
- Исследование политических аспектов управления социальными процессами в регионе. Отчёт по теме N2 5010, 1992 г., Москва, ГАУ
- Управление региональными комплексами: специфика и механизмы, 1992 Г., Санкт-Петербург, С.-П. гос. университет
- Исследование политических аспектов управления социальными процессами в регионе. Отчёт по теме N2 5010, 1993 г., Москва, ГАУ
- Две модели социального управления. Сб. «Народы России: перспективы развития», 1993 г., Санкт-Петербург
- Проблемы учебно-методической деятельности академии, 1993 г., Москва, ГАУ
- Проблемы и задачи формализации при исследовании социальных процессов(технологический аспект), 1993 г., Москва, ГАУ
- Словарь-справочник, 1996 г., Москва, ИНФРА-М
- Проблемы управления социально-экономическими процессами, Депонирована в ИНИОН РАН N2 51693 от 04.07.96
- Проблемы управления социально-экономическими процессами, Депонирована в ИНИОН РАН N2 51694 от 04.07.96
- Проблемы управления социально-экономическими процессами, Депонирована в ИНИОН PAH N2 51657 от 25.06.96
- Современный финансово-кредитный словарь, 1999 г. Москва, ИНФРА-М
- Проблемы развития системы жизнеобеспечения города (монография), 2000 г., Москва, ИКФ «Каталог»
- Проблемы социально-экономического развития территориальных систем (монография), 2001 г., Москва, ИКФ «Каталог»
- Социально-экономические процессы в территориально-организационных системах (монография), 2001 г., Москва, ЮНИТИ
- Современный финансово-кредитный словарь, 2002, г. Москва, ИНФРА-М
- Управление проектами социально-экономического развития территориальных систем (монография), 2002, Москва, ГУУ
- Туризм и гостиничное хозяйство (учебник), 2003, Москва, Юркнига
- Организационные и психологические проблемы воспитательной работы в вузе, 2006, Москва, ГУУ
- Управление проектом. Основы проектного управления, 2007, Москва, Высшая школа
- Менеджмент: учебное пособие, 2008, Москва, КНОРУС
- Подготовка менеджеров и социально-экономическое развитие России (статья), Журнал «Высшее образование сегодня», № 2, 2008

### Участие в научных конференциях
- Первый Всероссийский форум менеджеров России, проведённый в 2004 году в Кремле
- Global Business and Technology Association (GBATA) 2006, Moscow (27 июня по 1 июля 2006 года)[2]
- Международная научно-практическая конференция «Социально-ориентированные стратегии экономического развития» (25-27 октября 2007 года)[3]
- Международная конференция «Инновационные подходы в менеджмент образовании» (20-21 мая 2008 года)[4]
- X Конференция Международной федерации ассоциаций менеджмента Восточной Азии (IFEAMA) на тему «Модернизация экономики и развитие менеджмента» (1 октября 2008 года)[5]
- XIII Международная научно-практическая конференция «Конкурентоспособность в условиях информационного общества: опыт стран БРИК» (22-24 октября 2008 года)[6]